# Sayre (Pennsilvània)
Sayre és una població dels Estats Units a l'estat de Pennsilvània. Segons el cens del 2000 tenia 5.813 habitants.

## Demografia
Segons el cens del 2000, Sayre tenia 5.813 habitants, 2.529 habitatges, i 1.514 famílies. La densitat de població era de 1.105,6 habitants/km².
Dels 2.529 habitatges en un 26,9% hi vivien nens de menys de 18 anys, en un 43,9% hi vivien parelles casades, en un 11,9% dones solteres, i en un 40,1% no eren unitats familiars. En el 35,6% dels habitatges hi vivien persones soles el 16,2% de les quals corresponia a persones de 65 anys o més que vivien soles. El nombre mitjà de persones vivint en cada habitatge era de 2,28 i el nombre mitjà de persones que vivien en cada família era de 2,96.
Per edats la població es repartia de la següent manera: un 23,9% tenia menys de 18 anys, un 7,8% entre 18 i 24, un 28,2% entre 25 i 44, un 21,9% de 45 a 60 i un 18,3% 65 anys o més.
L'edat mediana era de 39 anys. Per cada 100 dones de 18 o més anys hi havia 82 homes.
La renda mediana per habitatge era de 33.338$ i la renda mediana per família de 40.571$. Els homes tenien una renda mediana de 30.685$ mentre que les dones 24.837$. La renda per capita de la població era de 18.549$. Entorn del 7,1% de les famílies i el 9,1% de la població estaven per davall del llindar de pobresa.

## Poblacions més properes
El següent diagrama mostra les poblacions més properes.